# Conca de Barberà
Conca de Barberà là một comarca (hạt) thuộc tỉnh Tarragona, Catalonia, Tây Ban Nha.

## Các đô thị
- Barberà de la Conca - 434
- Blancafort - 412
- Conesa - 123
- Espluga de Francolí - 3.687
- Forès - 60
- Llorac - 128
- Montblanc - 6.388
- Passanant - 217
- Les Piles - 180
- Pira - 440
- Pontils - 130
- Rocafort de Queralt - 277
- Santa Coloma de Queralt - 2.880
- Sarral - 1.481
- Savallà del Comtat - 72
- Senan - 35
- Solivella - 574
- Vallclara - 113
- Vallfogona de Riucorb - 172
- Vilanova de Prades - 145
- Vilaverd - 399
- Vimbodí - 1.054